# La Bastide (Bordeaux)
Pour les articles homonymes, voir La Bastide.
La Bastide est un quartier officiel de la ville de Bordeaux, dans le département de la Gironde, en région Nouvelle-Aquitaine.
À l'origine terre de palus de l'Entre-deux-Mers sur la rive droite de la Garonne, la Bastide est annexée à la commune de Bordeaux en 1865. Longtemps quartier industriel et populaire, il fait l'objet de nombreux projets d'aménagement urbain dans le cadre de Bordeaux 2030.

## Géographie
Quartier de l'est de Bordeaux sur la rive droite de la Garonne, le territoire de La Bastide est situé dans l'ouest de la région naturelle de l'Entre-deux-Mers. Après avoir constitué le canton de Bordeaux-7, il fait partie depuis 2015, avec les quartiers de Bordeaux Sud situés rive gauche, du canton de Bordeaux-5. Il est délimité par la boucle de la Garonne à l'ouest et les communes de la métropole bordelaise de Lormont au nord, Cenon à l'est et Floirac au sud. Il est accessible par les ponts Saint-Jean au sud, Jacques-Chaban-Delmas au nord et par le pont de pierre à l'ouest. Il est longé, de Lormont à Floirac, par les quais de Brazza, de Queyries, Deschamps et de la Souys, et traversé par l'avenue Thiers, artère de 4 km menant depuis la place de Stalingrad jusqu'au pied des coteaux de Cenon.

## Toponymie
Le mot bastide est une déformation de bastille, en raison de la présence à cet endroit au Moyen Âge d'une fortification protégeant des habitations regroupées autour d'un petit port.

## Histoire

### Antiquité et Moyen Âge
À l'origine, la Garonne recouvre une partie de ce territoire de l'Entre-deux-Mers qui s’étend jusqu'aux premiers coteaux. De l'époque antique, seules les traces d'une voie romaine, la via blaviensis, nous sont rapportées, preuve de la traversée mais non de l'occupation de cette région de marécages désignée sous le nom de « palus des Queyries » et plantée d'oseraies et de vignes. Un port à l'embouchure de l'estey de Trégey est connu pour avoir vu Roland s'y embarquer pour Bordeaux. Au XIe siècle, Gérard de Corbie, abbé de La Sauve-Majeure, reçoit du duc d'Aquitaine l'alleu de Trégey assorti du droit de sauveté. Il y fonde un monastère qui devient une étape sur la route de Saint-Jacques-de-Compostelle. Dès le XIVe siècle le vin produit localement est suffisamment réputé pour être exporté. Quelques habitations se développent sur l'actuelle rue de la Benauge. Les marécages à sa périphérie rendent le quartier peu accessible. Le fort de Mons conforte sa protection. La place forte devient une bastide.

### Période moderne
Un nouveau fort, défendu par quatre bastions, est construit pendant la Fronde et démoli en 1653,

### Période contemporaine

#### XVIIIeetXIXesiècles

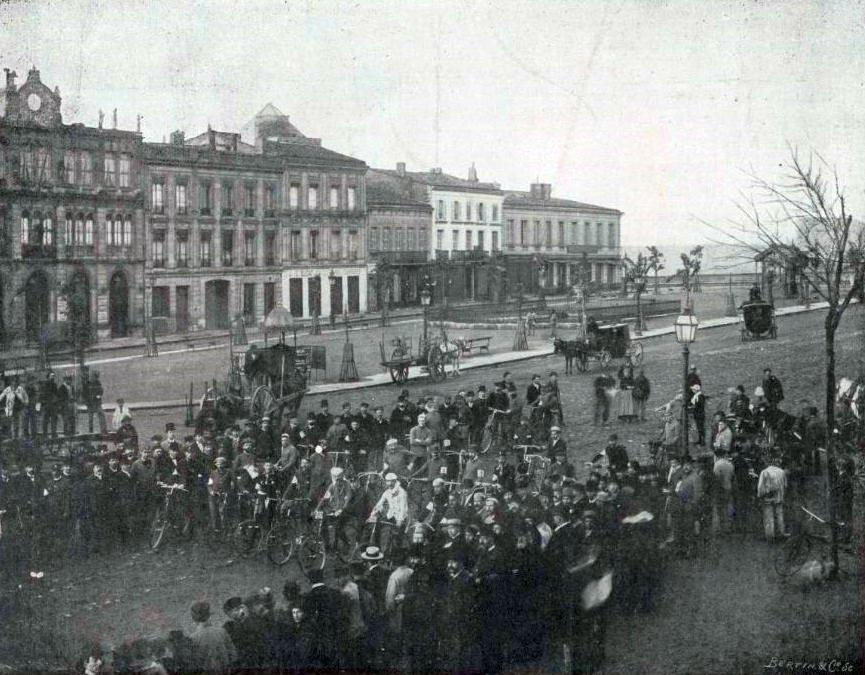
Place du Pont (actuelle place de Stalingrad) lors du départ du Bordeaux-Paris 1891, course cycliste sur route et sport populaire par excellence

Jusqu'en 1763 la route reliant Paris à l'Espagne par Bayonne arrive à Bordeaux par Ambarès et Carbon-Blanc où des barges franchissent la Garonne. La route est déviée pour aboutir au port de la Bastide face à la porte de Bourgogne. L'intendant Tourny avait en effet projeté, dès 1751, de relier les deux rives à cet endroit par un port de bateaux à travées mobiles. Pas plus que les précédents ce projet ne se réalise, contré par l'opposition des jurats et des commerçants craignant une gêne pour la navigation et pour les chantiers de construction navale de la rive gauche. Le projet revoit le jour en 1810 avec la nécessité de transporter rapidement les troupes napoléoniennes. Ces dernières se rendant en Espagne (novembre 1808) puis en revenant ensuite (janvier 1809) mirent en effet beaucoup de temps pour franchir la Garonne : nombreux fantassins à faire traverser par petits groupes, mais aussi chevaux, pièces d'artillerie, etc. Ce fut l'impulsion qui permit enfin la réalisation du pont de pierre, premier ouvrage d'art bordelais permettant de s'affranchir de la nécessité de recourir aux bateliers locaux, inauguré le 1er mai 1822.
Dès lors on assiste à la transformation de cette rive droite rurale avec le développement de son activité portuaire et industrielle et à son urbanisation. Une grande avenue, menant en droite ligne au pied des coteaux, est percée au travers du palus des Queyries, dans l'axe de la porte de Bourgogne, complétée par une montée conduisant à la route de Paris sur le plateau. La future avenue Thiers fait 42 m de large et est bordée par 4 rangées d'arbres.
Le développement s'accélère avec l'implantation sur la rive droite, le 20 septembre 1852, sur décision du ministre des Travaux publics et malgré l'opposition du conseil municipal voyant d'un mauvais œil la concurrence de l'autre rive, de la gare d'Orléans, accueillant la ligne de la compagnie du chemin de fer de Paris à Orléans. La création de la passerelle Eiffel réalisant la jonction avec la gare Saint-Jean desservant la ligne de la Compagnie des Chemins de fer du Midi en 1858 complète la réunion des deux rives.
L'avenue Thiers sépare en deux parties le quartier de La Bastide : la partie sud de La Benauge formée d'un réseau viaire dense desservant de modestes habitations et la partie nord, en développement industriel, à partir de l'arrivée du chemin de fer.
Dès 1821 cependant, l'annexion à Bordeaux de la rive droite est sollicitée auprès du roi par le maire de Bordeaux. Le maire de la commune de Cenon implantée sur le territoire s'y opposant, la demande est refusée. Les commerçants bordelais inquiets de la concurrence reviennent plusieurs fois à la charge sans succès. Le maire de Cenon est cinglant : « Bordeaux ne convoite La Bastide que pour accroître ses revenus [...] Nous n'envions pas les splendeurs de Bordeaux, qu'elle nous laisse dans notre humilité. Elle fait payer trop cher l'honneur de lui appartenir. » Un compromis est finalement trouvé en 1864 accordant les quatre municipalités : la ville de Bordeaux rachète le péage du pont en échange des terrains nécessaires à l'agrandissement de la ville sur la rive droite et comprenant plus de la moitié de la commune de Cenon et une partie de Lormont et de Floirac. Un décret impérial du 17 avril 1864 confirme l'annexion de La Bastide au 1er janvier 1865. Bordeaux a souhaité l'intégrer en son sein du fait de ses nombreuses activités industrielles. C'était un pôle économique pour la ville. Les chantiers navals y étaient nombreux, comme les Forges et chantiers de la Gironde ou la Société des Chantiers et Ateliers de la Gironde,, quai de Brazza.
La population du quartier de La Bastide, rive droite, présente le même type de prolétarisation que le quartier Belcier sur la rive gauche, véritables fiefs de la S.N.C.F., avec des îlots insalubres dans la zone d'habitat massé de la tête de pont. À l'arrière, après 1914 des échoppes avec jardinet sont accessibles à la propriété. Au pied des coteaux, des pavillons se mêlent aux échoppes, mais également des cités ouvrières et des terrains vagues.

#### XXeetXXIesiècles

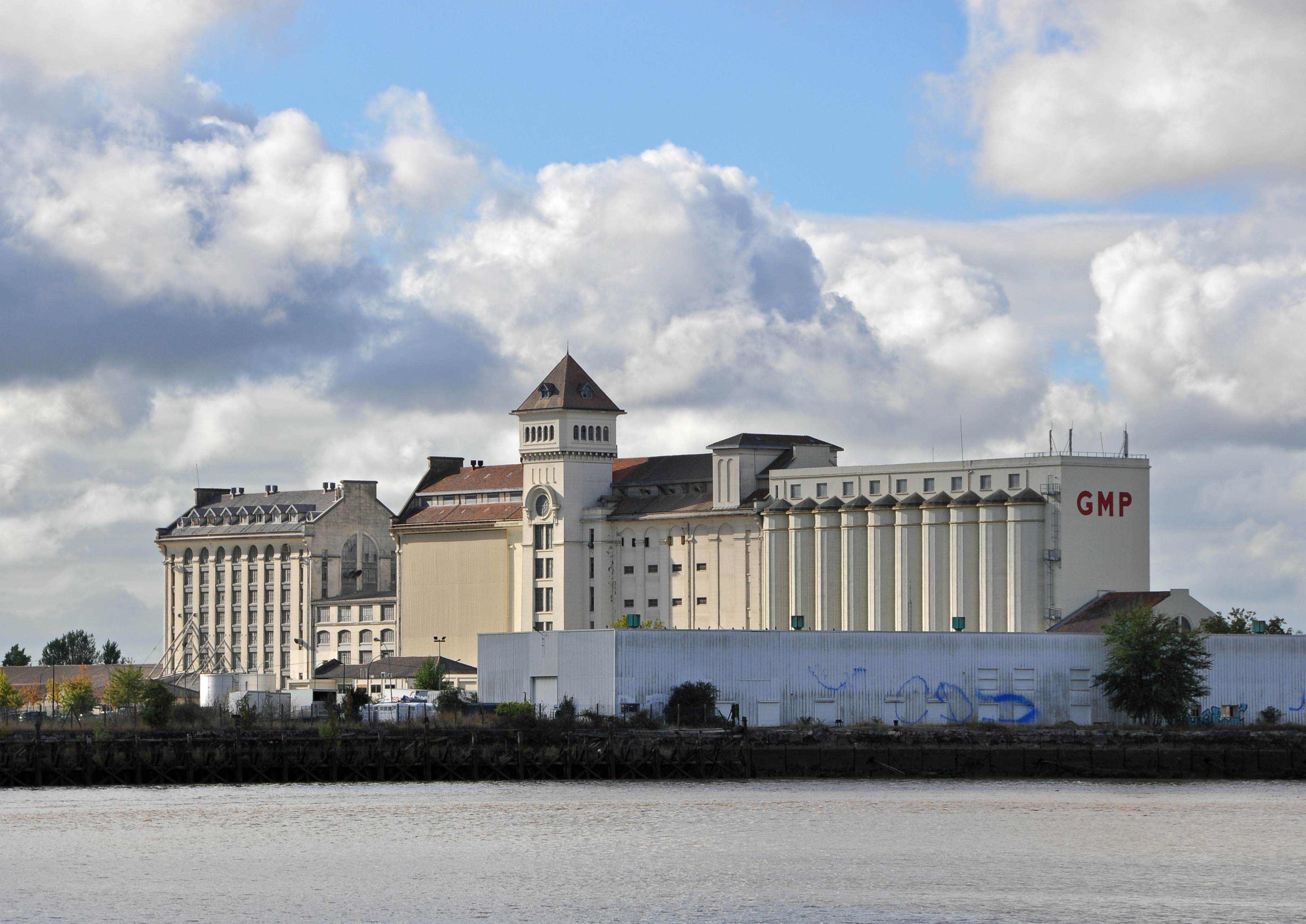
Bâtiment des Grands Moulins de Paris, quai de Brazza.

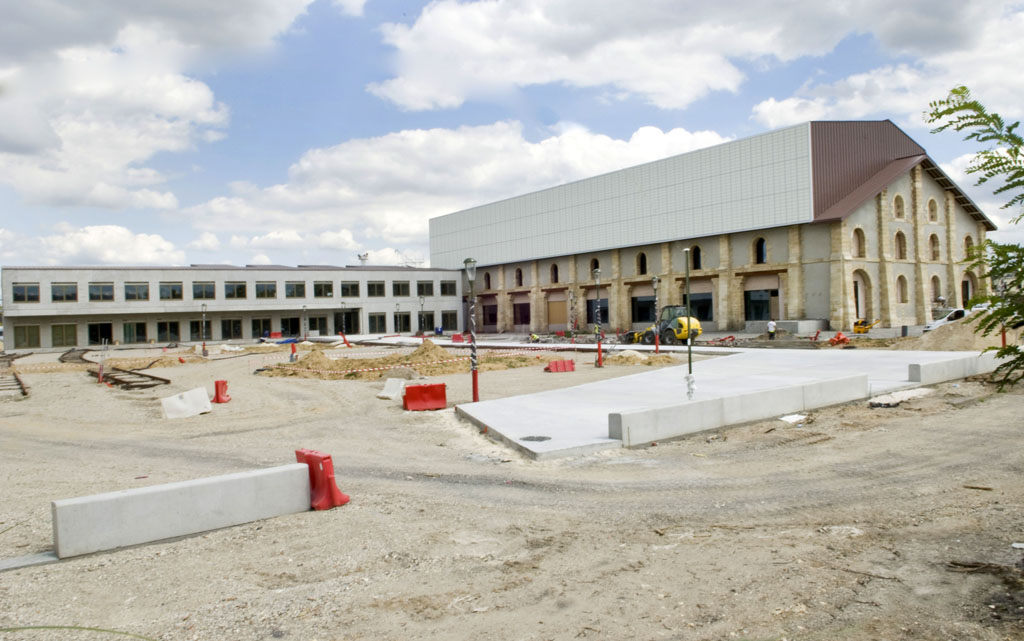
Chantier du nouvel hôtel des Archives de Bordeaux Métropole.

Le quartier a longtemps gardé sa vocation industrielle, jusqu'à ce que l'industrie bordelaise soit touchée par la crise au début des années 1970. Entre le dernier quart du XXe siècle et la première décennie du XXIe, la plupart des chantiers navals, des usines, et de l'activité ferroviaire et portuaire de la rive droite qui leur était liée, et qui avaient été le moteur du rattachement de la Bastide à Bordeaux, disparaissent, laissant leur lot de friches industrielles polluées (Soferti, La Cornubia... — voir la section #Patrimoine industriel) et de population active sans emploi dans les nouvelles cités alors fierté de Jacques Chaban-Delmas. Les Grands Moulins de Paris sont l'une des rares grandes entreprises du début du XXe siècle à avoir survécu.
En 2000, le maire, Alain Juppé, lance le projet d’un nouveau quartier avec des logements, un jardin botanique, une université, des écoles, l’école de la Fondation Nicolas-Hulot, un cinéma multiplexe (Mégarama), un ponton pour accueillir les bateaux, ainsi que des espaces publics (parc des Berges). En juin 2005 est inauguré Le Lion de Veilhan, une statue de lion, de couleur bleu clair, de 8 m de long et 6 m de haut, en matériaux composites, due à Xavier Veilhan, à l’entrée du pont de pierre, place de Stalingrad. Le 16 mars 2013 le pont Jacques-Chaban-Delmas (du nom de l'ancien maire de Bordeaux) est inauguré par le président de la République française François Hollande. Ce pont vient relier les quartiers de Bacalan, sur la rive gauche, et de La Bastide. Les travaux avaient commencé en 2009 .
En une quinzaine d'années, l'arrivée du tramway, ainsi que des programmes de rénovation urbaine importants ont modifié le visage de la Bastide, qui attire de plus en plus de monde : le programme Bordeaux-Euratlantique (15 000 nouveaux habitants et autant d'emplois créés par des entreprises qui viendront s'installer), l'implantation des Archives métropolitaines, inaugurées en 2016, de sièges régionaux d'entreprises du tertiaire, la présence des locaux du journal Sud Ouest, de TV7 Bordeaux et du siège Aquitaine de Radio-France, France Bleu Gironde, apportent une nouvelle dynamique tout en conservant les relations de proximité entre les habitants.

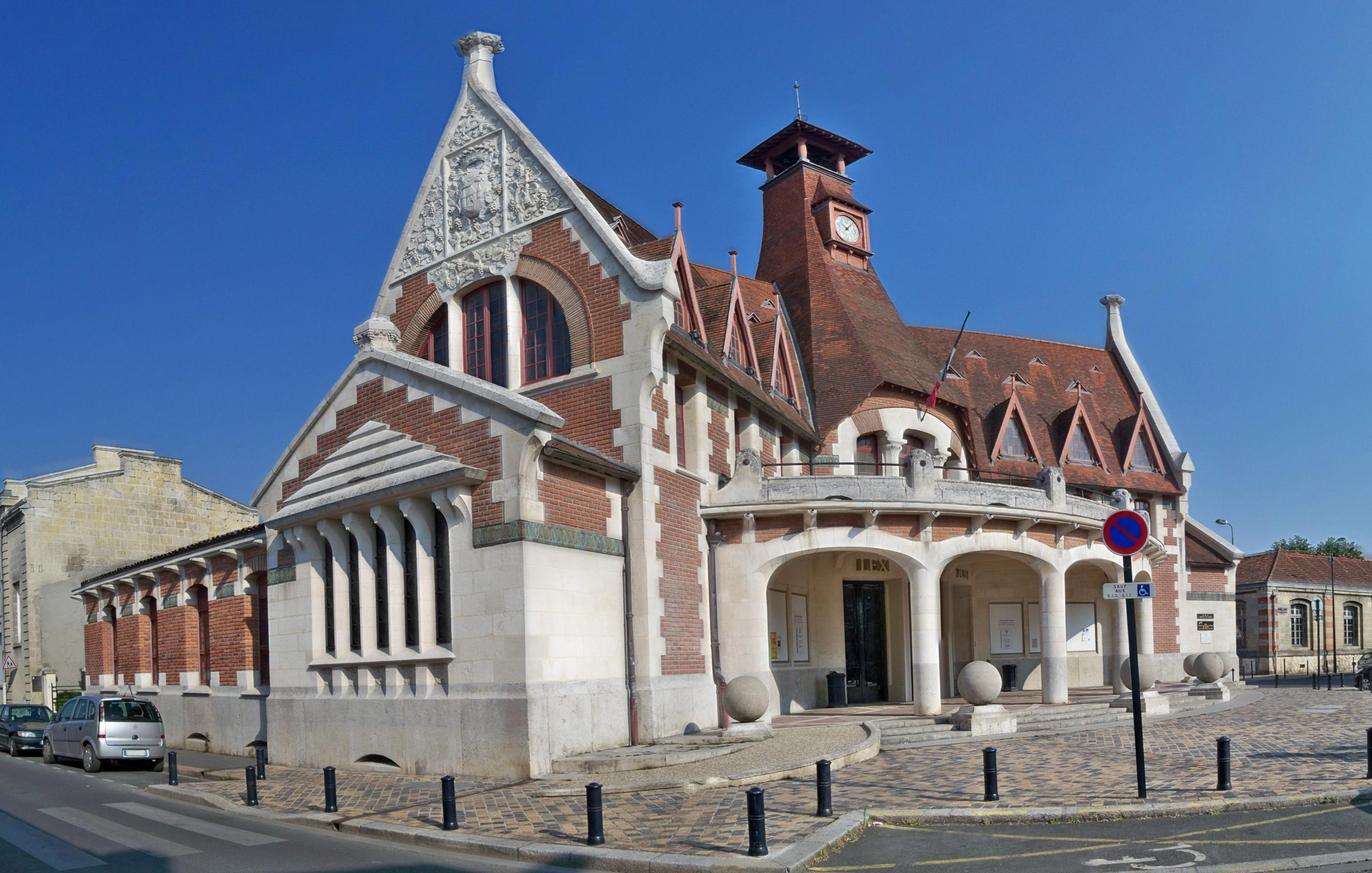
La maison cantonale de La Bastide.
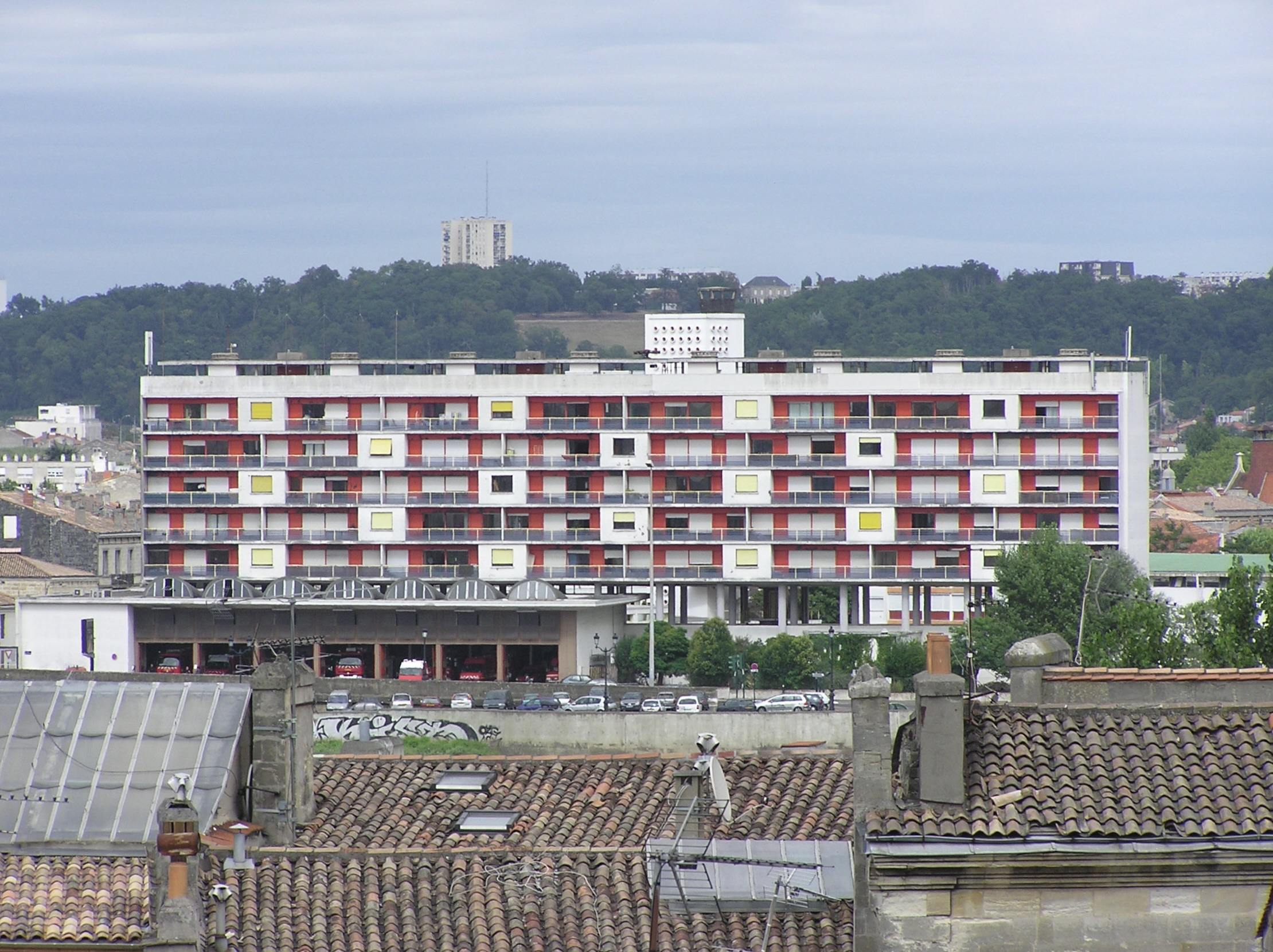
Ancienne caserne des pompiers.
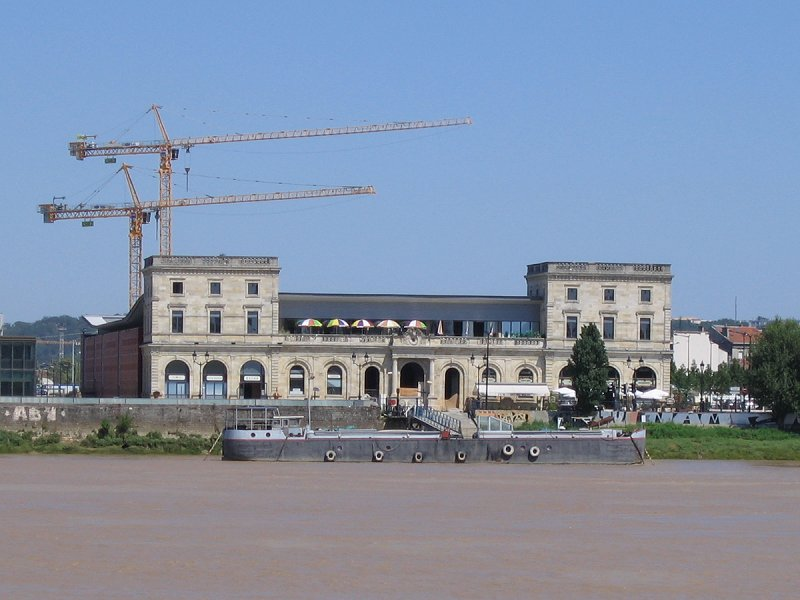
Ancienne gare d'Orléans, devenue un cinéma.
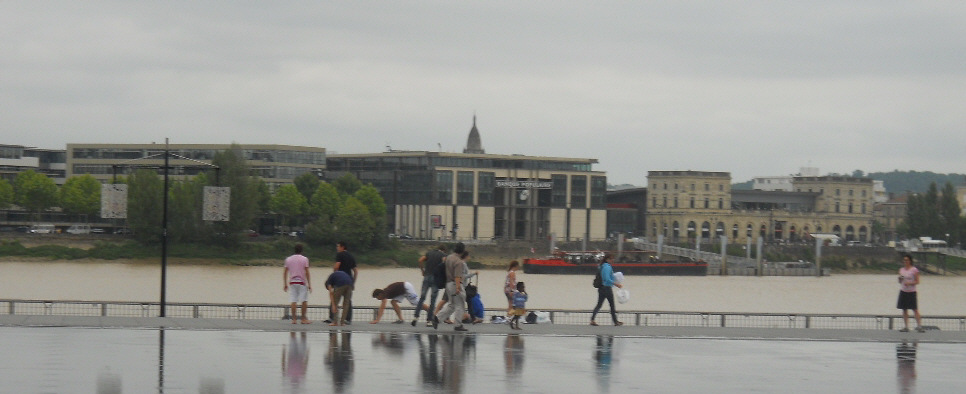
Façades du quai de Queyries.
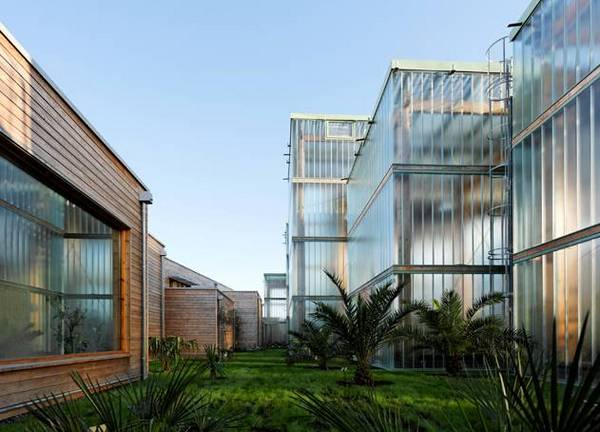
Serres du jardin botanique.
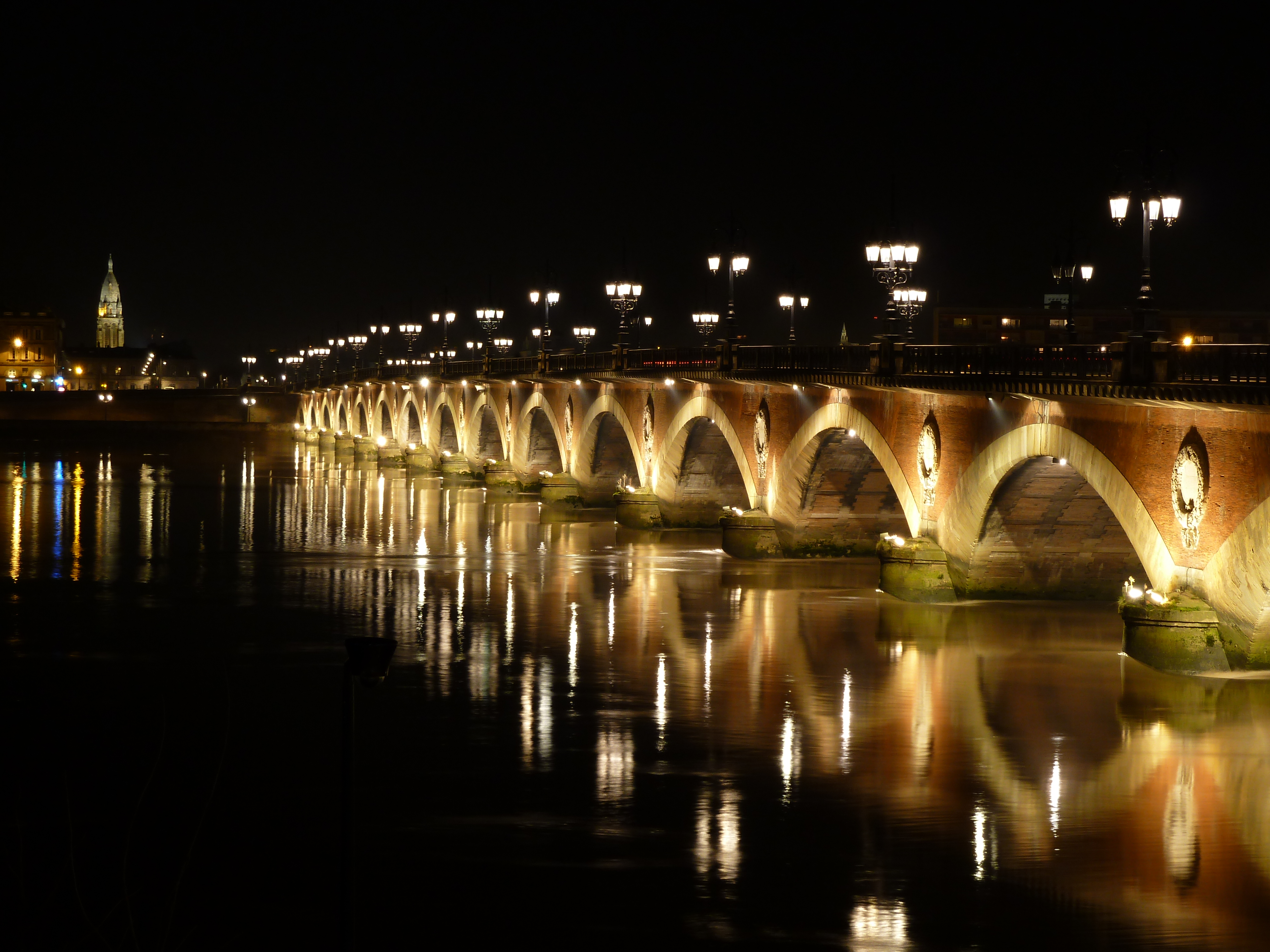
Pont de pierre.
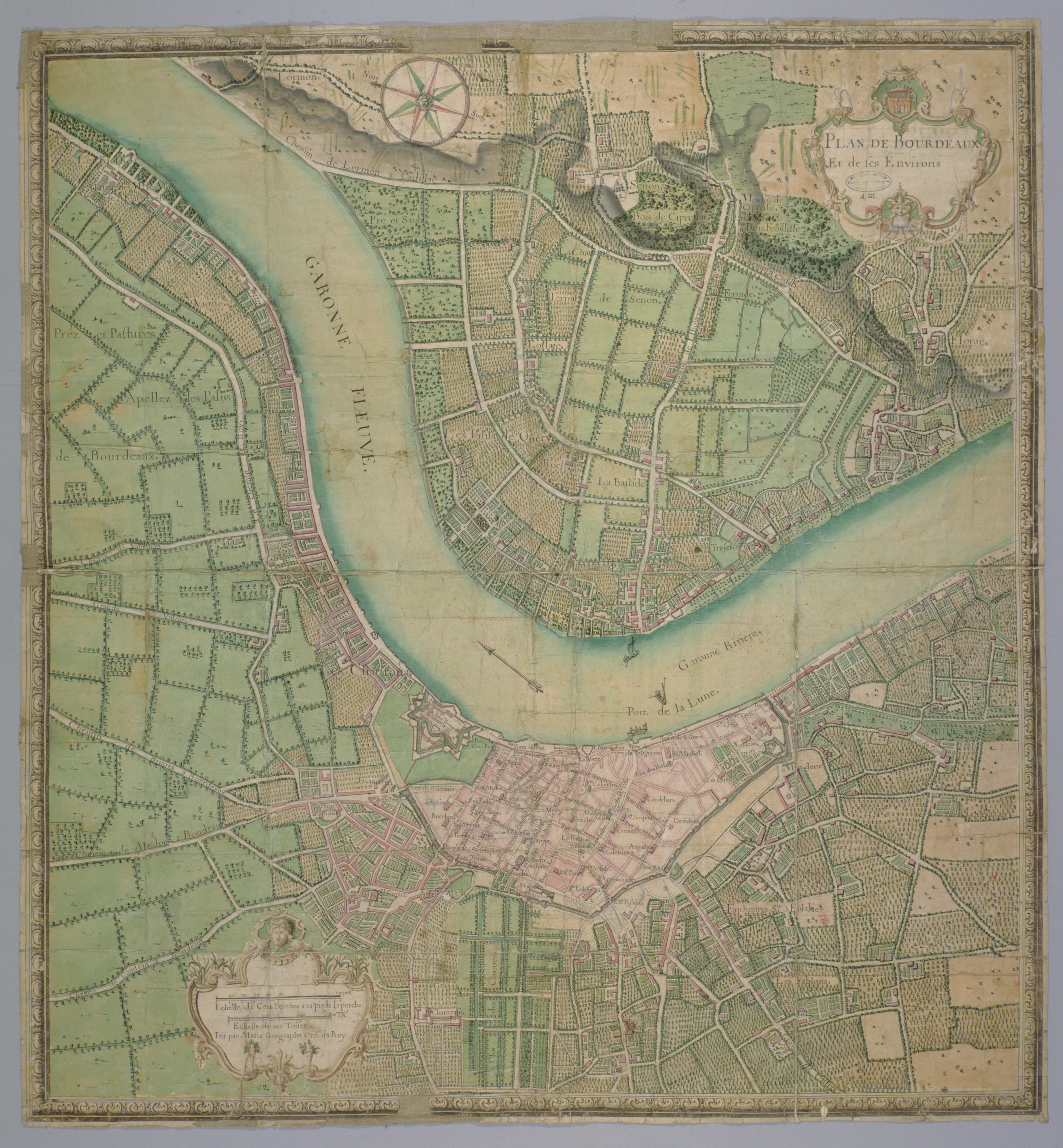
Plan de la Bastide vers 1716.
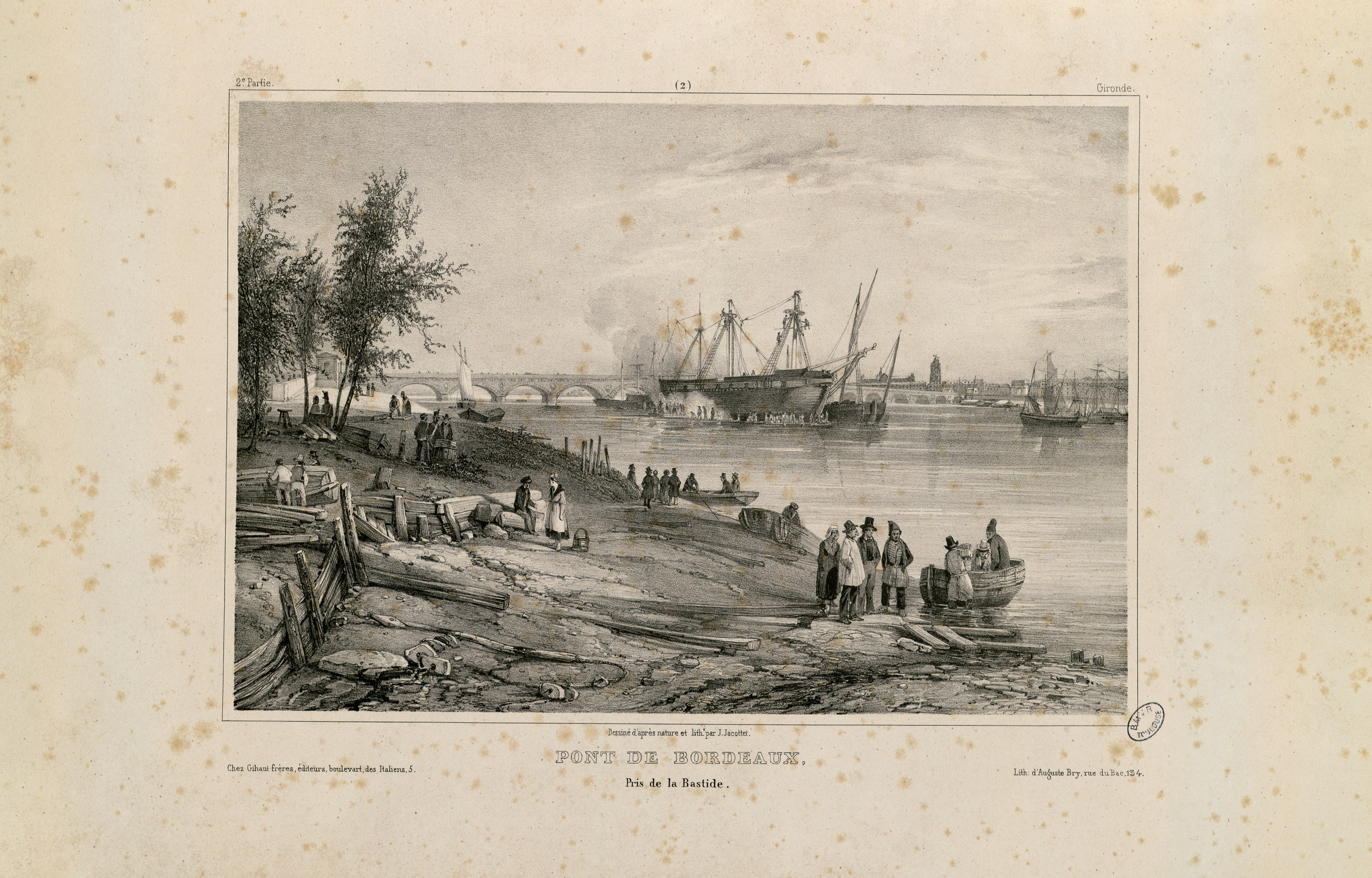
Quai de Queyries autour de 1840.
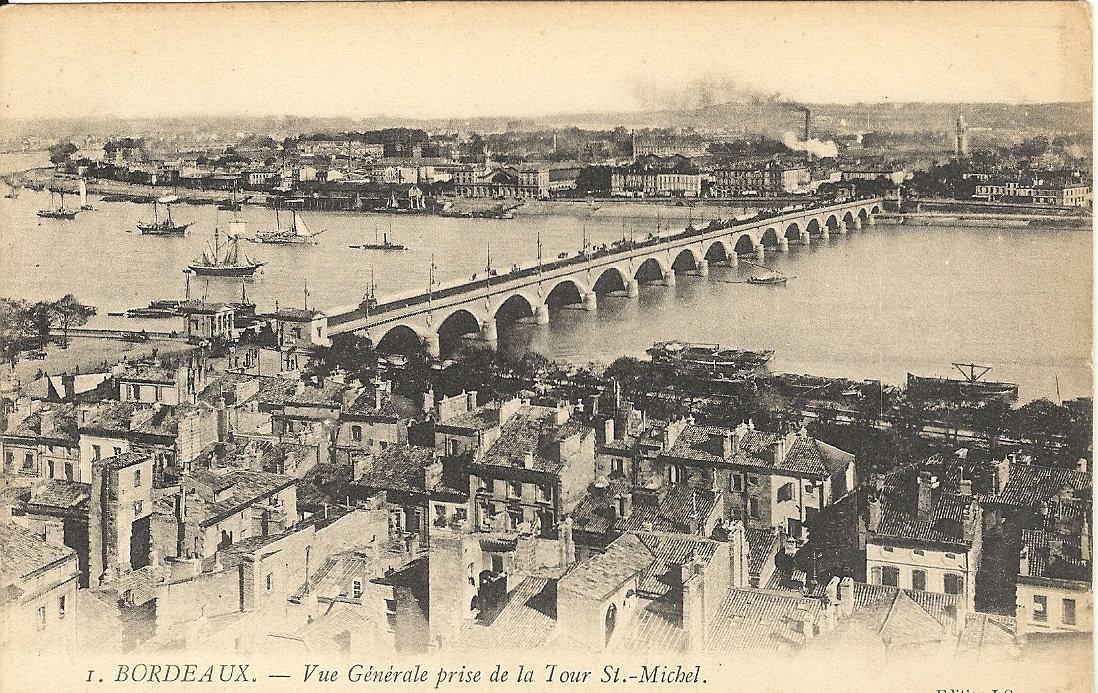
Vue sur le pont de pierre et le quartier en 1907.
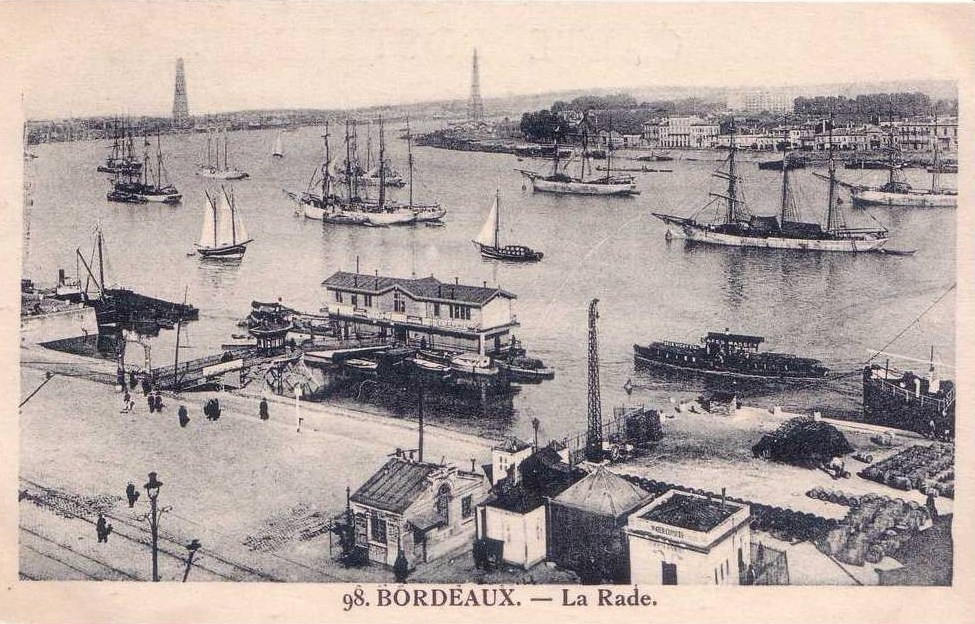
Vue sur la Garonne et La Bastide vers 1914.
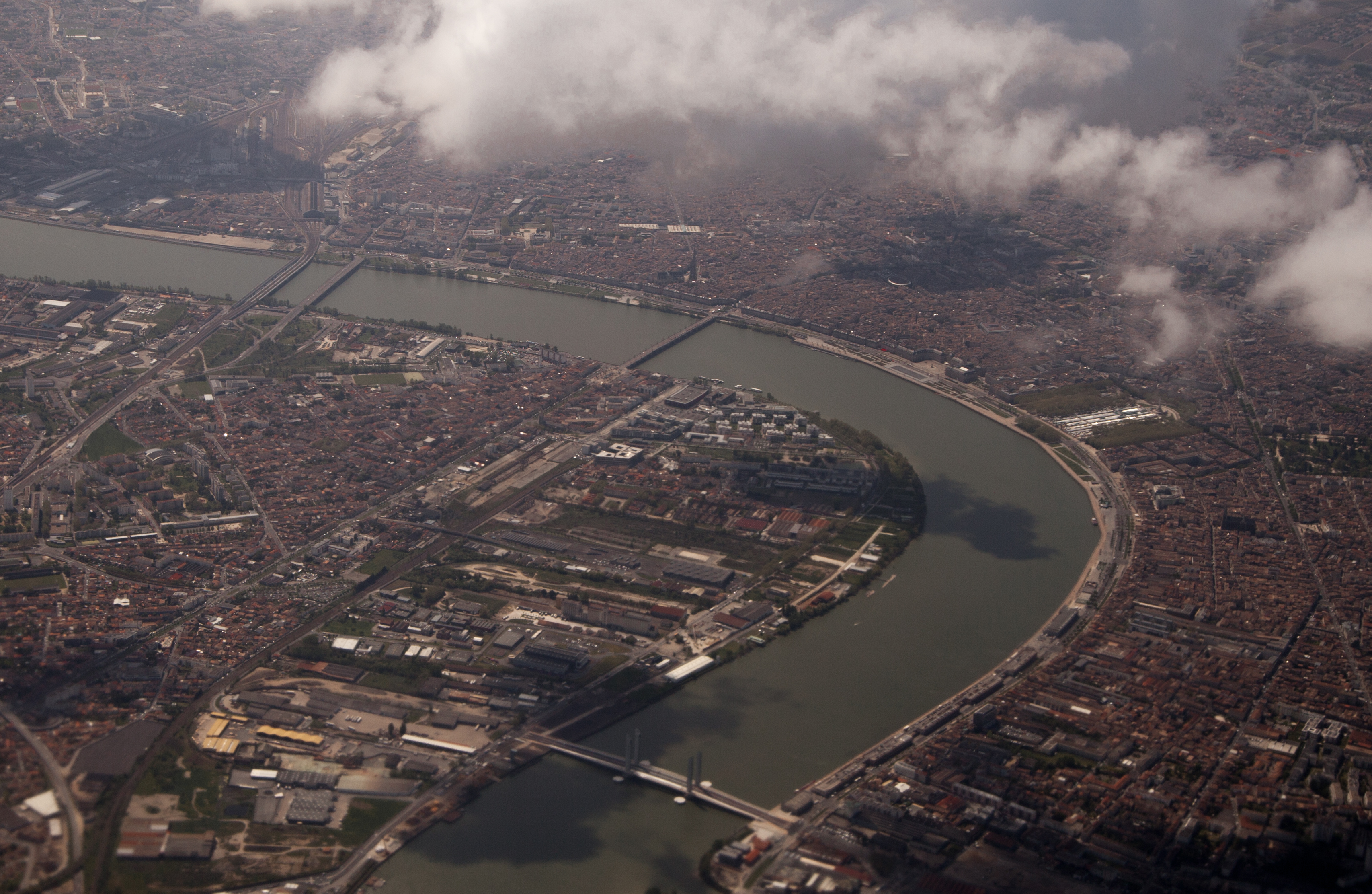
La Bastide vue d'avion en 2013.
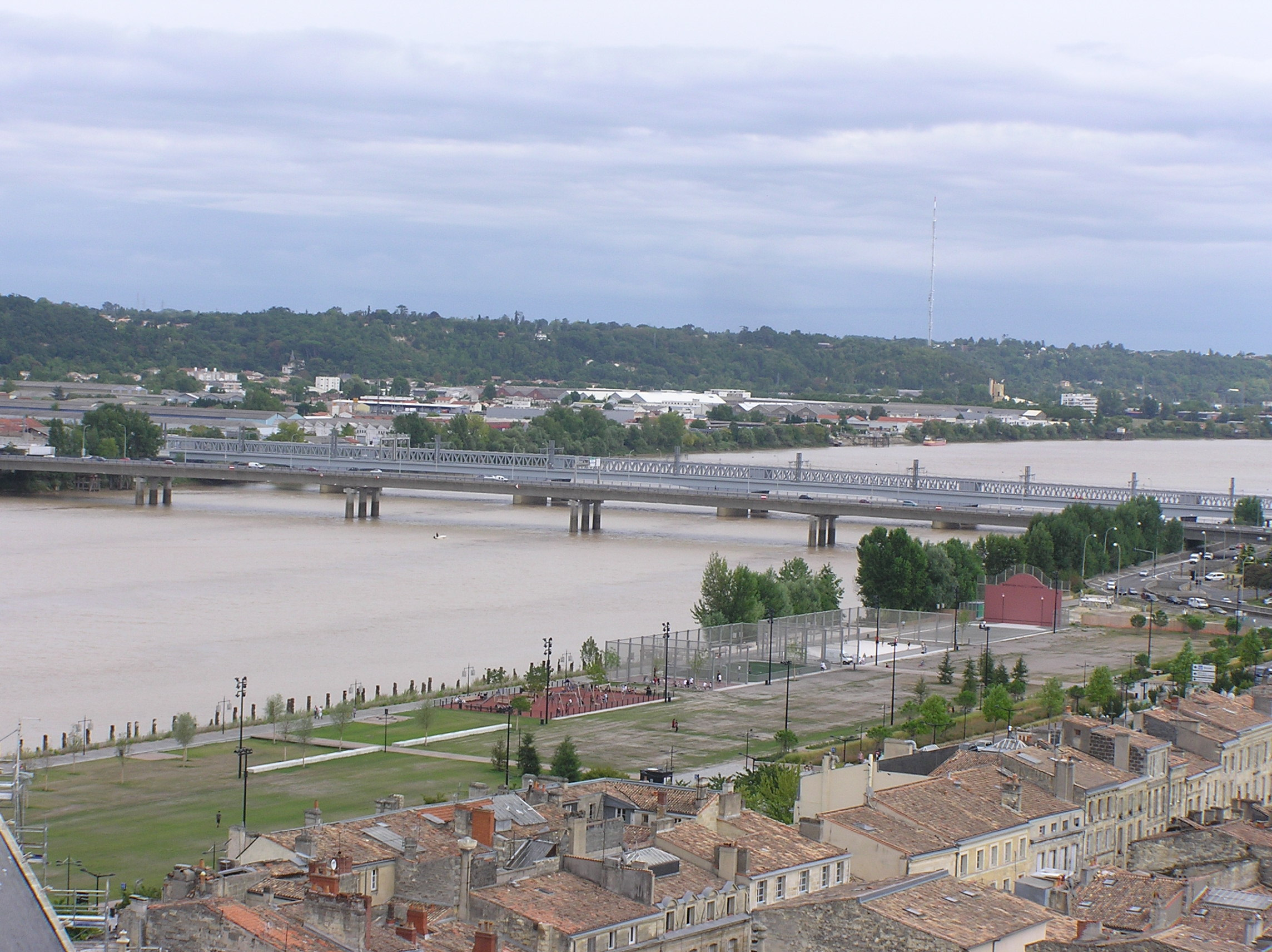
Pont Saint-Jean, pont ferroviaire et passerelle Eiffel vus depuis la flèche de Saint-Michel.
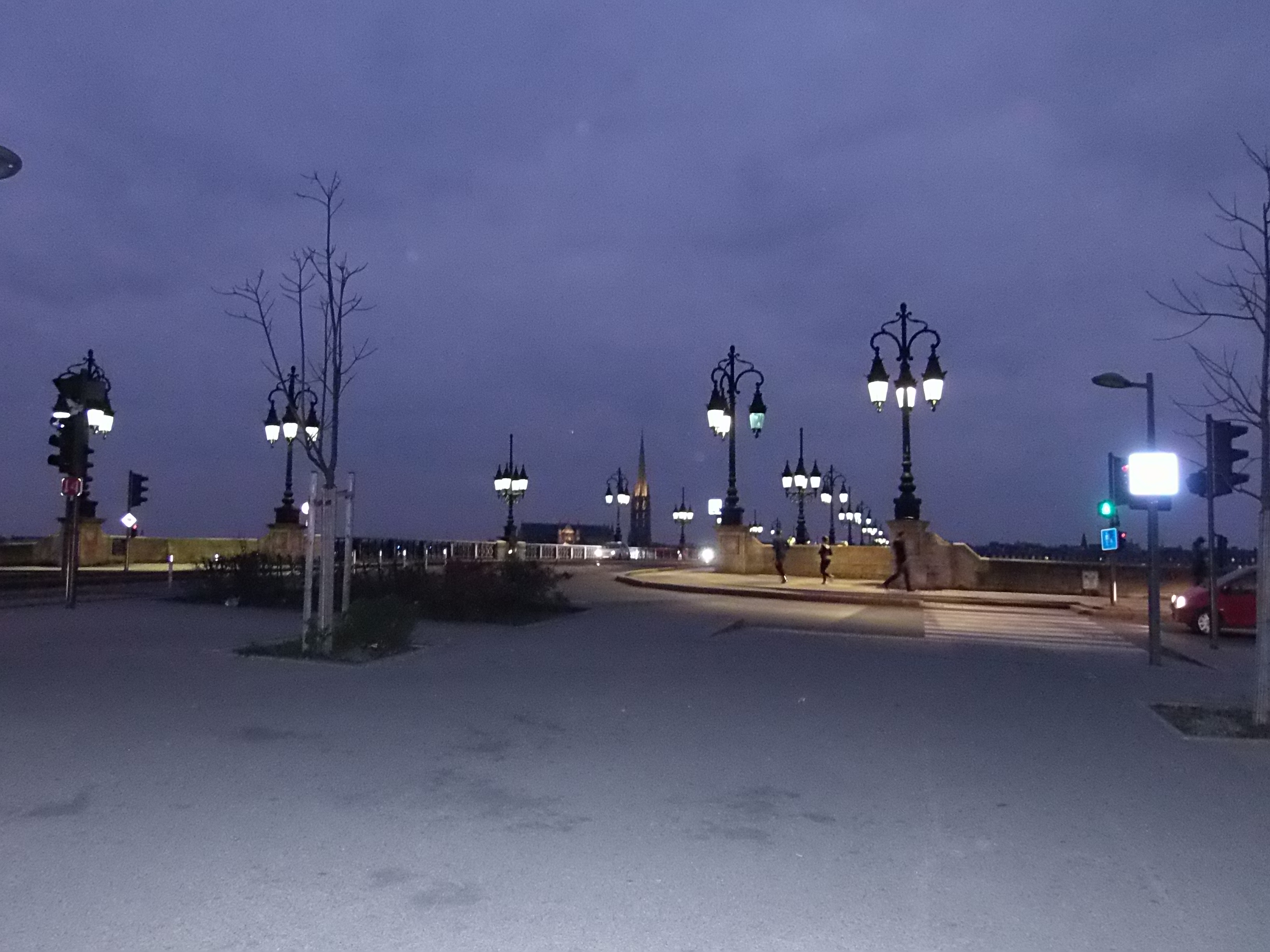
Entrée du pont de pierre place de Stalingrad quai de Queyries.
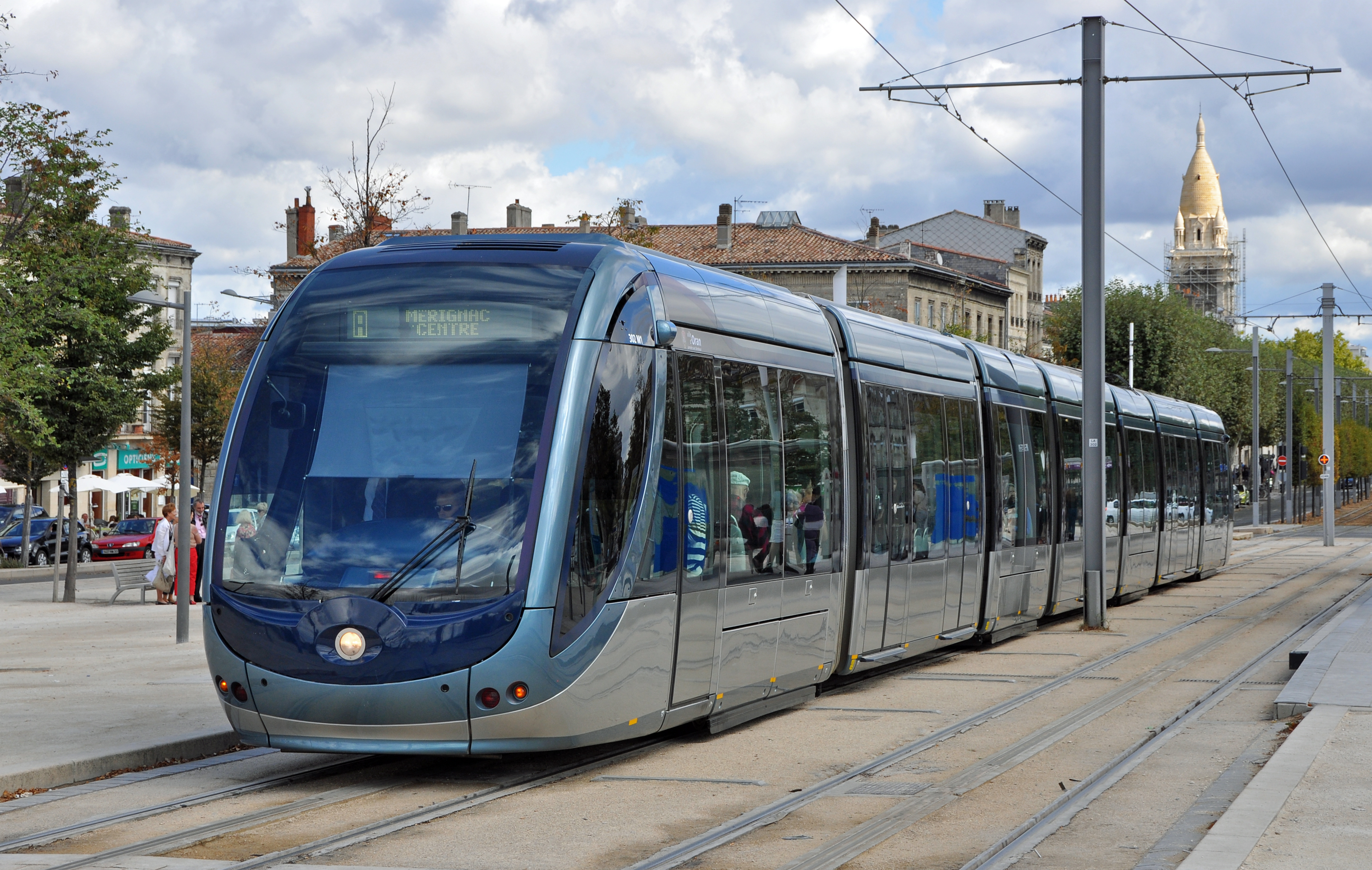
Le tramway place de Stalingrad.
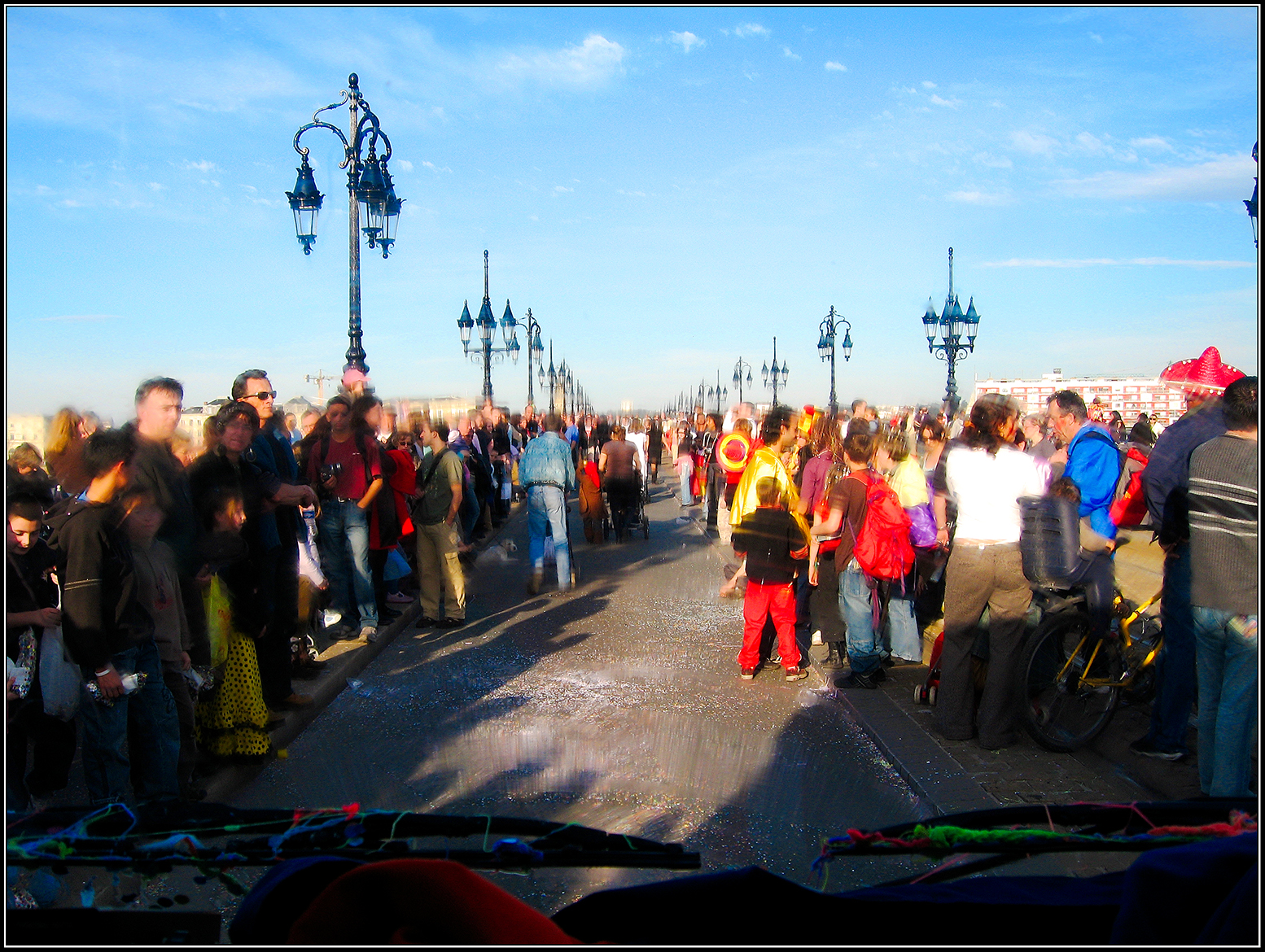
Carnaval des deux rives : foule sur le pont de pierre.
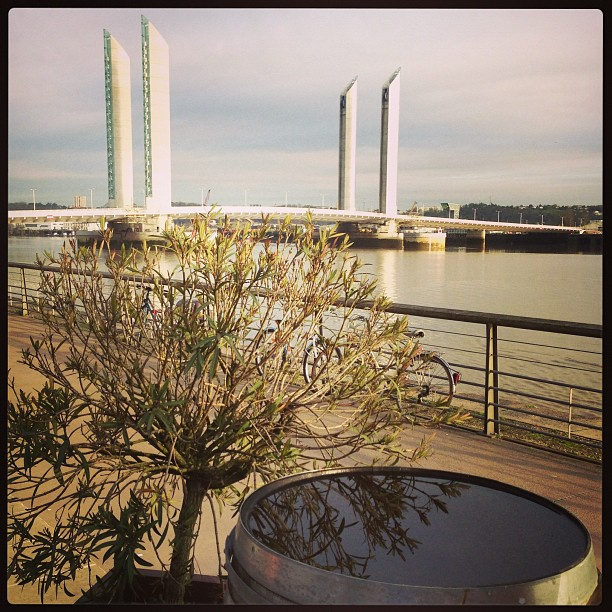
Pont Jacques-Chaban-Delmas vu depuis la rive gauche de la Garonne.
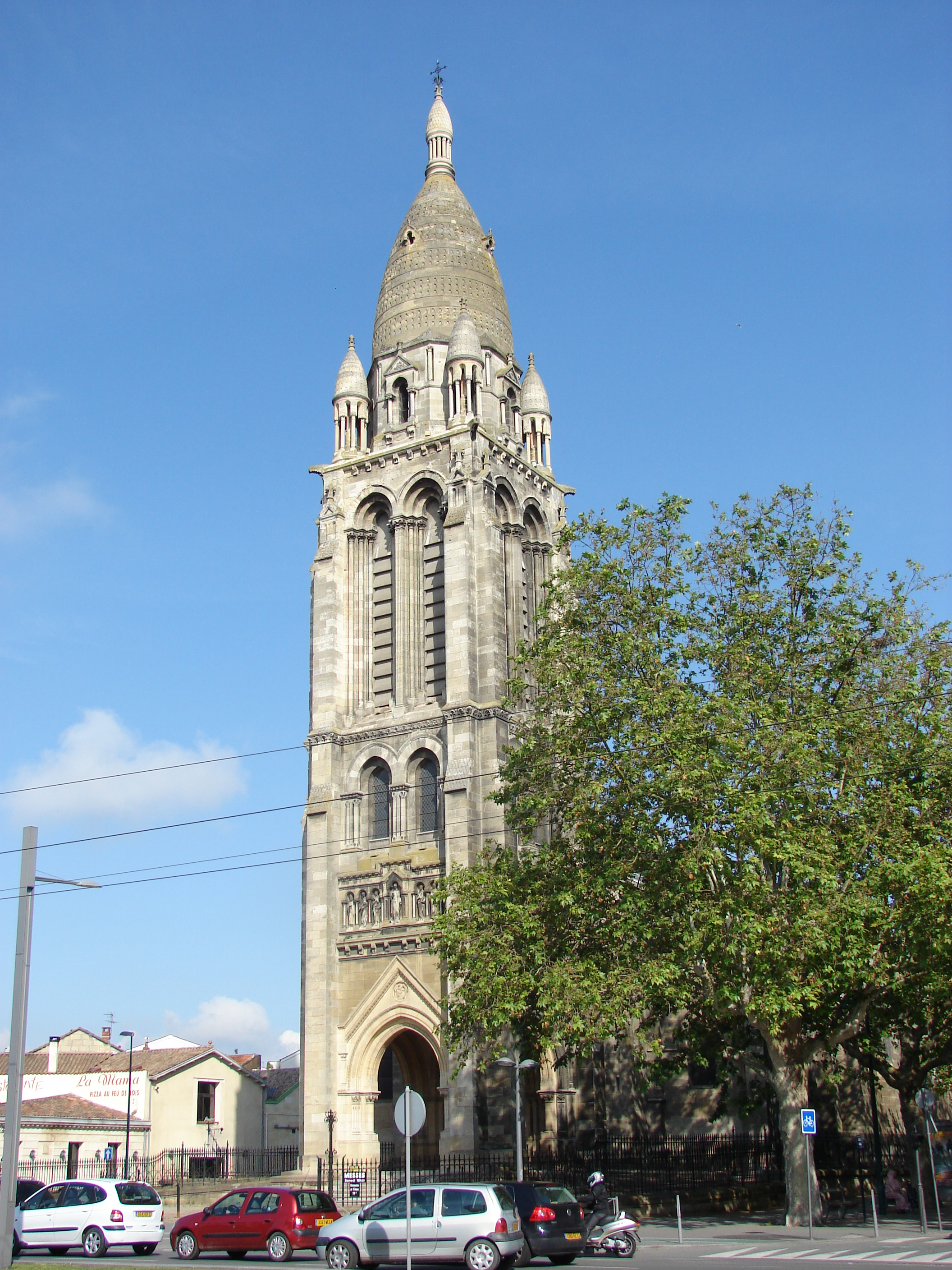
Église Sainte-Marie.
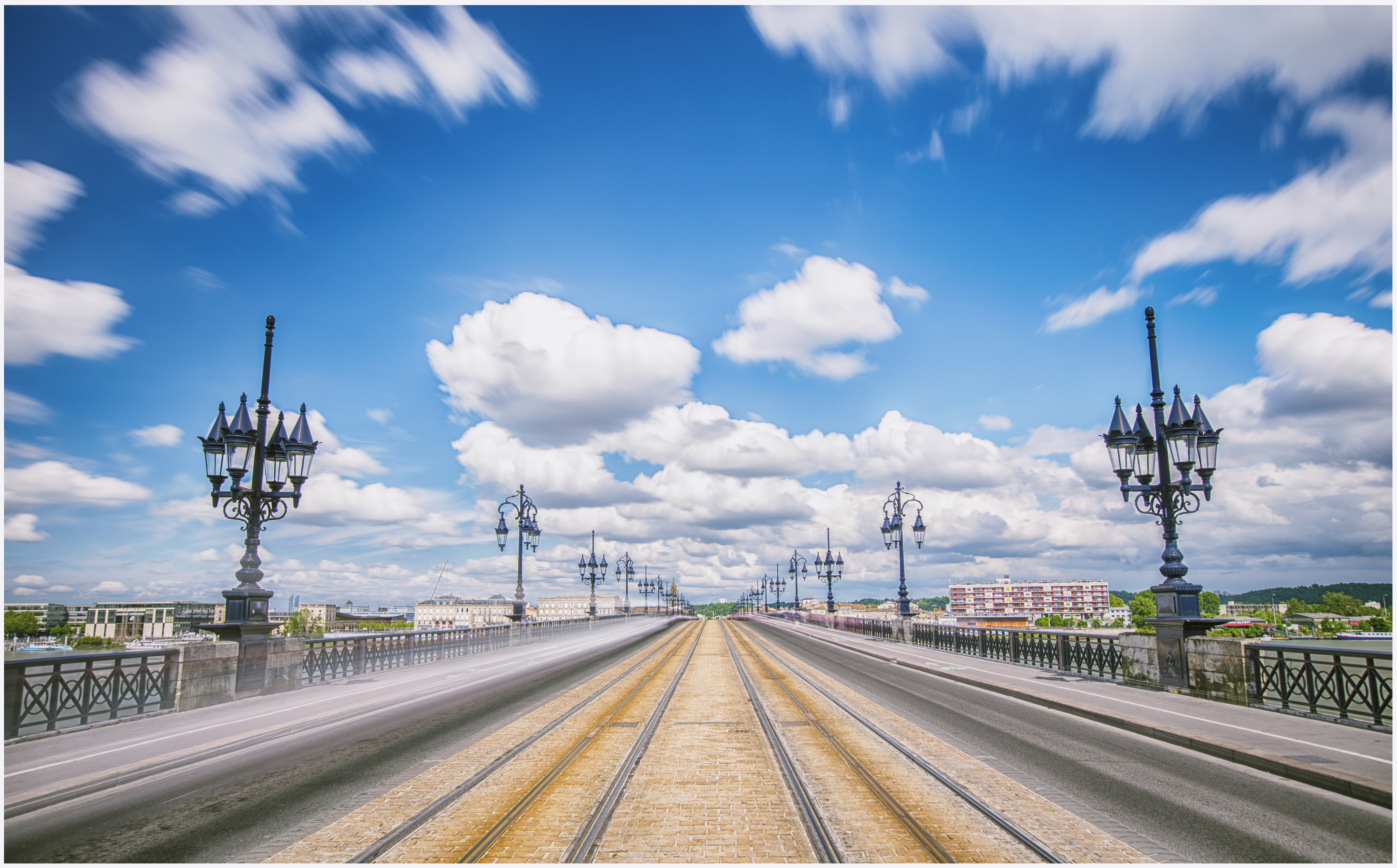
Vue du pont de pierre débouchant sur le quartier de La Bastide.
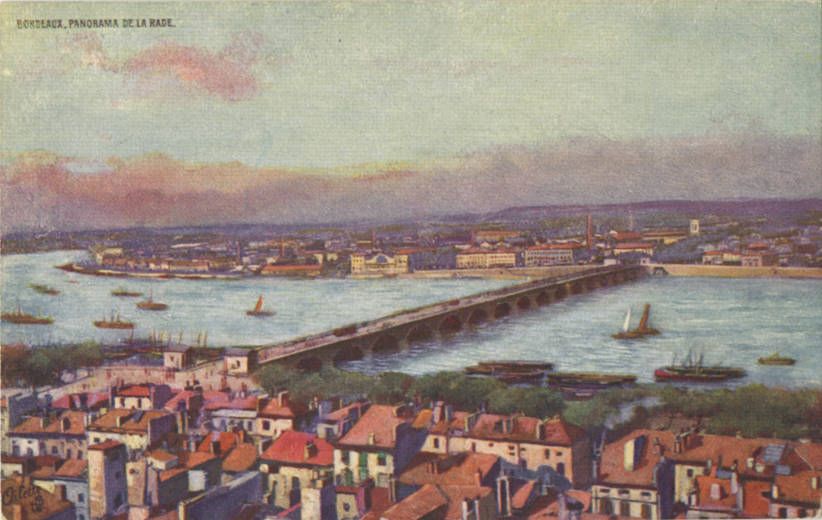
Bordeaux, Panorama De La Rade.

## Culture et patrimoine

### Monuments

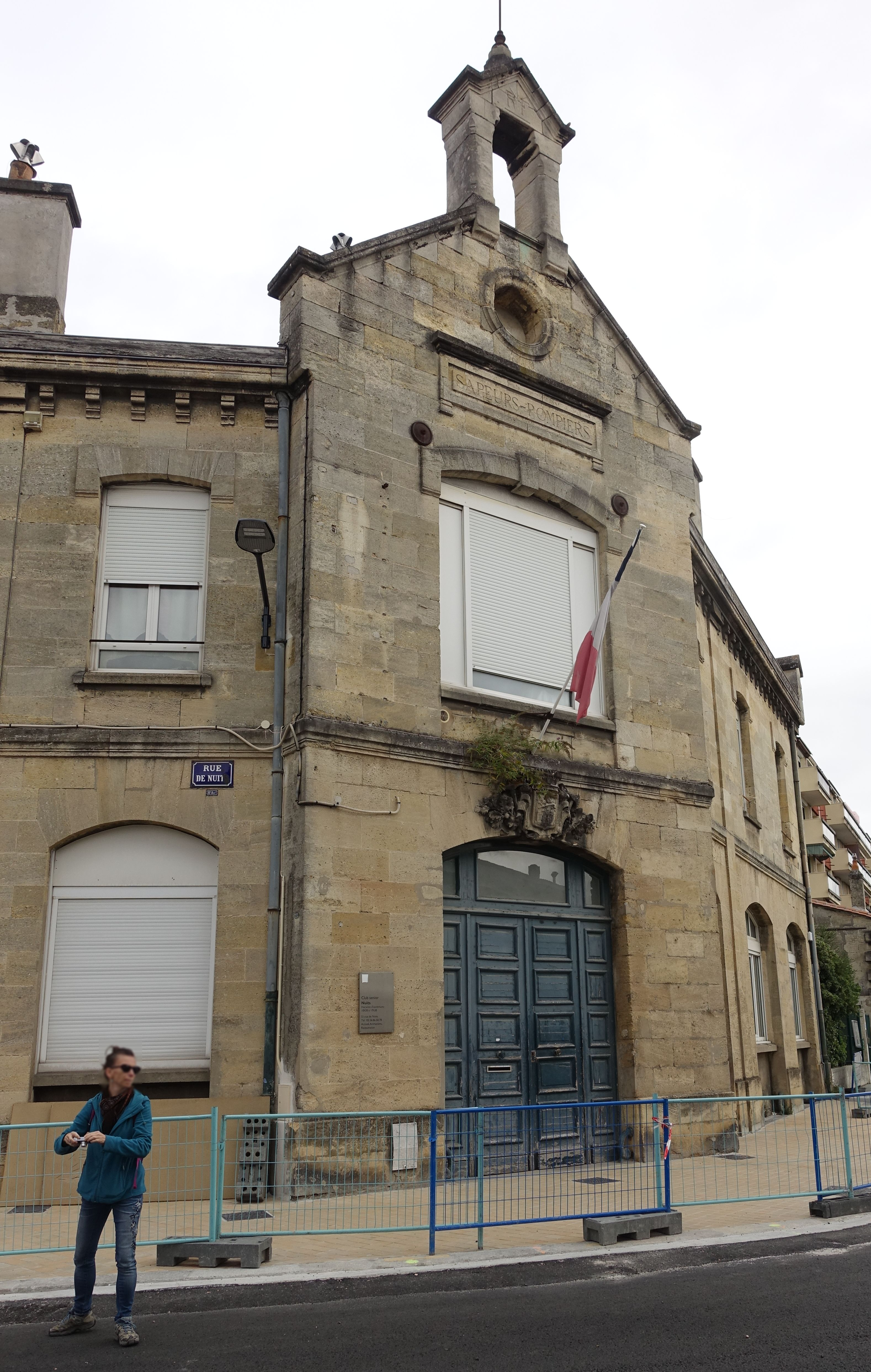
Ancien poste des pompiers de la rue de Nuits

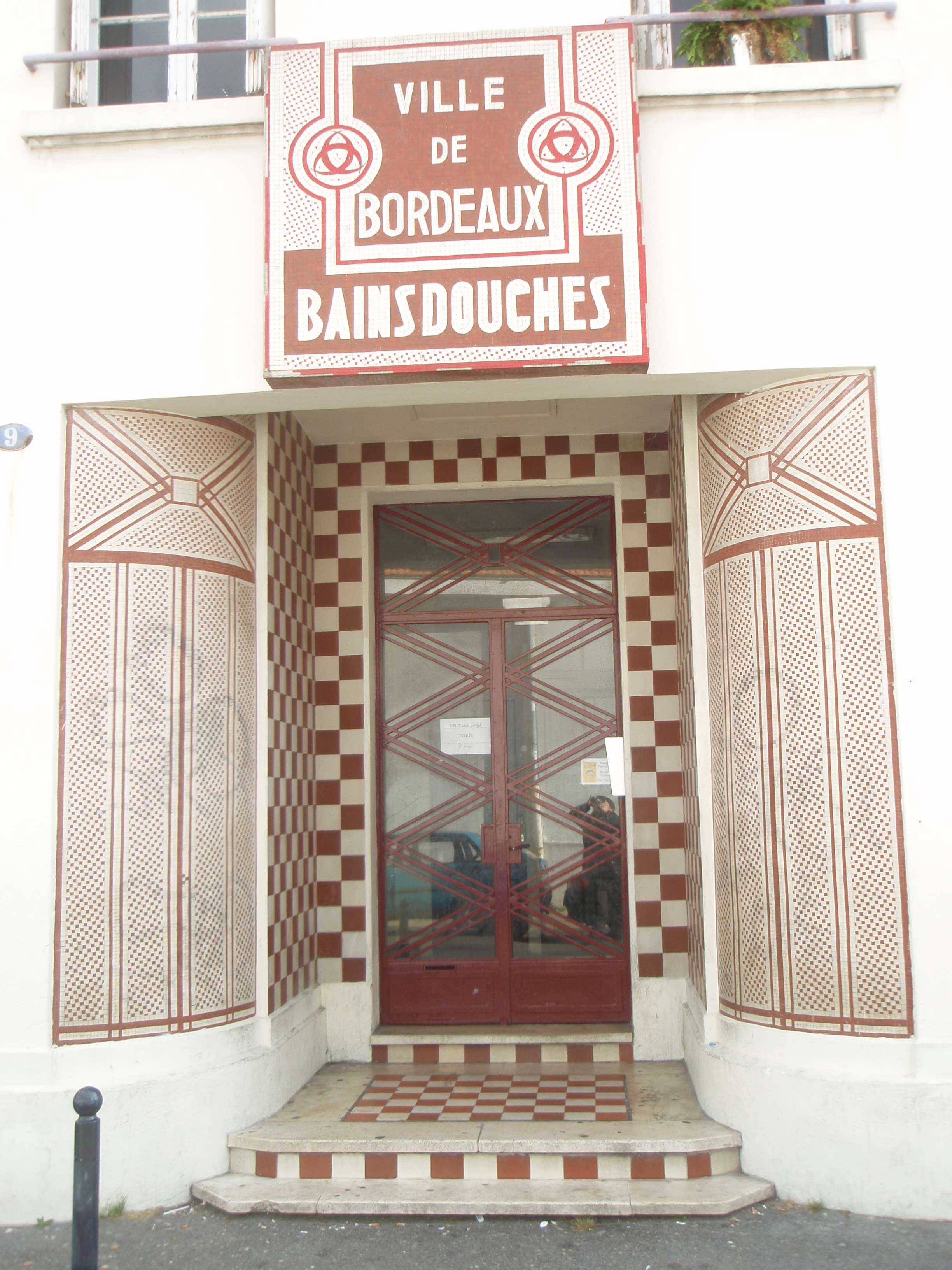
Bains douches

- L'église Sainte-Marie de La Bastide. Édifiée par Paul Abadie entre 1860 et 1877 dans un style néo-médiéval. Le clocher porche en avant de la longue nef couverte d’une simple charpente, est coiffé d’une flèche-coupole ovoïde surmontée d’un lanternon.
- L'église Notre-Dame de Cypressat
- Le Temple de la rue de Tresses
- La maison cantonale de La Bastide est l'œuvre de l'architecte  Alfred-Duprat Cyprien. Elle a été inscrite au titre des monuments historiques le 30 décembre 1994[11].
- La caserne des pompiers de la Benauge qui en 2008 a reçu le label Patrimoine du XXe siècle. Avant la création de la caserne de la Benauge, il y avait sur le quartier de la Bastide, quatre centres d'intervention[12], dont celui encore existant de la rue de Nuits, bâti par l’architecte Charles Durand de 1886 à 1888. L’angle coupé, dans lequel s’inscrit la porte sommée du blason de Bordeaux et de l’inscription « Sapeurs-Pompiers » porte un modeste campanile, où se trouvait la cloche pour sonner le tocsin. Aujourd’hui, le bâtiment est affecté à un club des séniors de la ville.
- La Halle des Magasins généraux, le plus ancien entrepôt ferroviaire de Bordeaux (1859). Accueille aujourd'hui l'hôtel des Archives de Bordeaux Métropole.
- Les bains-douches réalisés par Jacques d'Welles. Le porche d'entrée présente une mosaïque constituée d'un jeu géométrique de carreaux brun rouge et blancs et qui ceinturent la porte d'entrée en ferronnerie. Cet équipement a été mis en place dans le cadre du plan Marquet qui a permis de créditer Bordeaux d'équipements publics d'une architecture Art déco[13], comme la nouvelle Bourse du travail, la piscine judaïque, le stade Chaban-Delmas.
- Un buste de Toussaint Louverture, inauguré en juin 2005, est installé sur les rives de la Garonne[14].
- Le Pôle universitaire des sciences de gestion de Bordeaux, antenne délocalisée de l'université de Bordeaux, qui accueille les formations en gestion de la faculté, ainsi que l'Institut universitaire de technologie de Bordeaux Montesquieu

### Patrimoine industriel

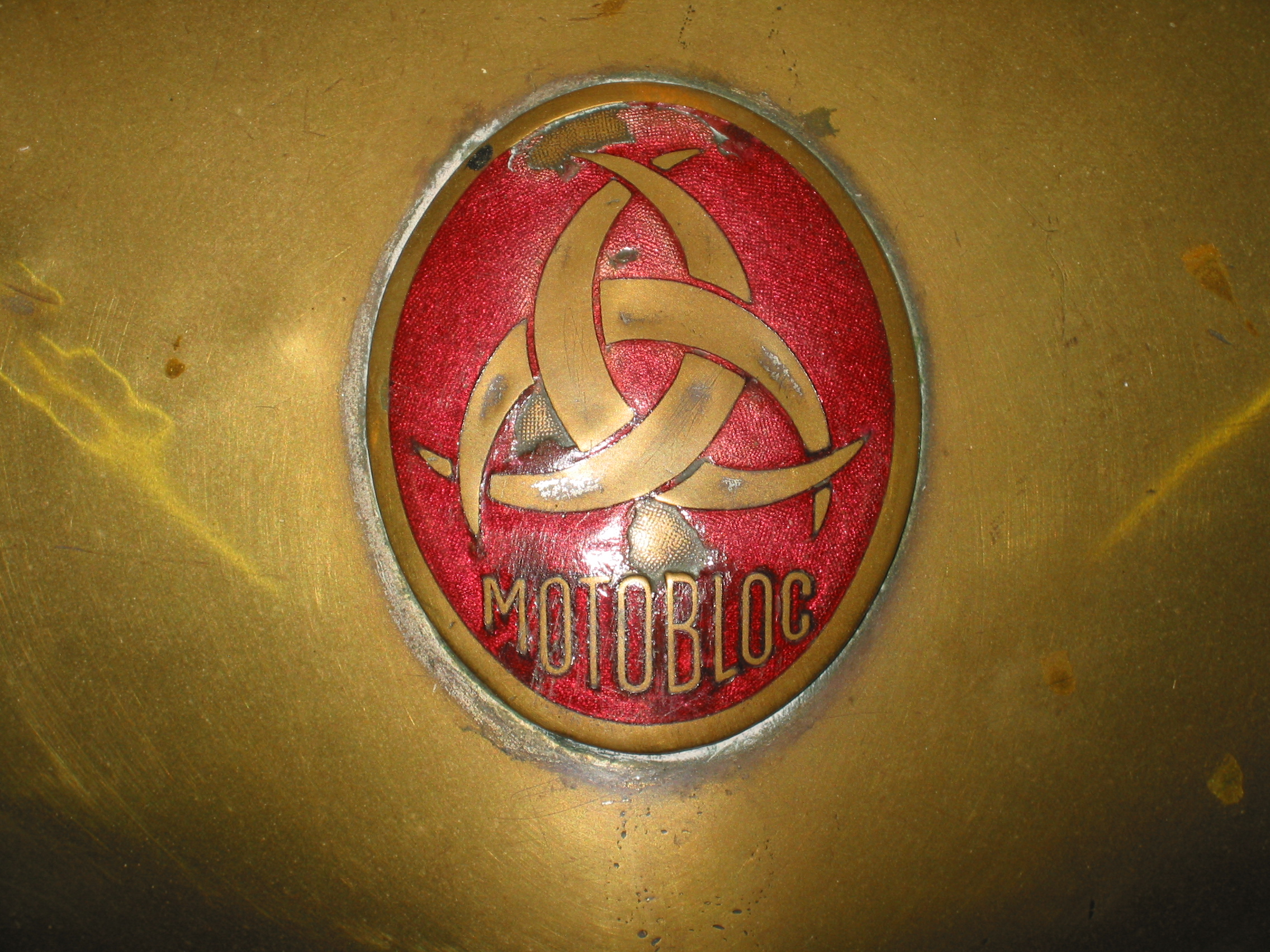
Insigne de la Société anonyme des automobiles Motobloc, rue des Vivants à Bordeaux-Bastide (1902-1961).

Une dizaine de sites  de la Bastide sont versés à l'inventaire général du patrimoine culturel dans le cadre d'une enquête relative au repérage du patrimoine industriel de Bordeaux réalisée en 1995 par le conseil régional d'Aquitaine : les Grands Moulins de Paris, minoterie créée en 1921 quai de Brazza, encore en activité en 2015 ; la société Soferti, usine de produits chimiques créée en 1901 quai de Brazza, définitivement fermée en 2009 ; La Cornubia, usine de produits chimiques créée en 1906 quai de Brazza, définitivement fermée en 2005 ; la Société des Aciéries de Longwy, établissement secondaire de l'usine lorraine de produits métallurgiques, construit vers 1920 quai Deschamps par l'entreprise de Jules Pinçon, désaffecté depuis 1990 ; la Distillerie Lucien Bernard, créée en 1928 quai Deschamps, le siège est à Ambès ; l'usine de construction métallique des Établissements Carde, construite en 1922 rue Gustave Carde, à l'emplacement actuel du Jardin botanique de Bordeaux, démolie ; l'usine de menuiserie et de matériel ferroviaire Gustave Carde et Fils, construite en 1894 quai de Queyries, a cessé ses activités en 1970 ; l'usine de produits chimiques des Établissements Petit, construite à la fin du XIXe siècle quai de Queyries, démolie pour le réaménagement du quai ; la Distillerie Amer Picon, construite en 1882 rue Serr (rue Honoré Picon), cesse ses activités en 1970, détruite en 1995.

### Personnalités

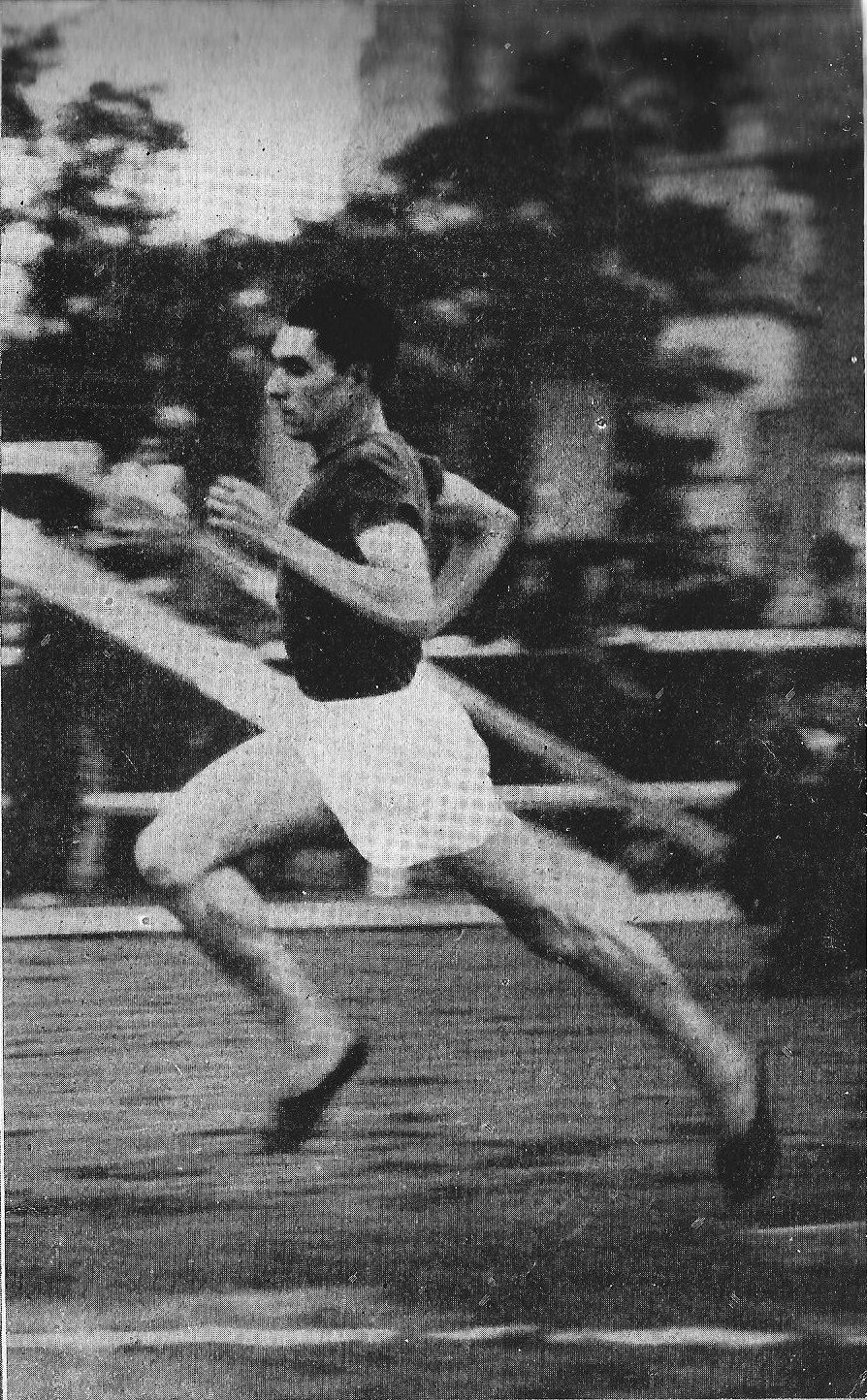
Jules Ladoumègue aux JO de 1928

- Calixte Camelle, député de la Gironde de 1910 à 1919.
- Charles Cazalet, adjoint au maire de Bordeaux (1892-1896), président de l'Union des sociétés de gymnastique de France de 1897 à 1931 et la Fédération internationale de gymnastique de 1924 à 1933.
- Jules Ladoumègue, athlète français, spécialiste des courses de demi-fond, médaillé d'argent aux jeux olympiques de 1928 à Amsterdam sur 1 500 mètres, six records du monde battus du 1 000 au 2 000 mètres
- Vital NSimba, Footballeur des Girondins de Bordeaux et International Congolais
- Kamel Chafni Footballeur International Marocain
- Rio Mavuba Footballeur des Girondins de Bordeaux et International Français

### Rues de La Bastide
Les rues du quartier de la Bastide témoignent de son histoire. Ainsi de nombreuses rues portent les noms des maires successifs de la Bastide, des propriétaires viticoles ou terriens, qui ont vu progressivement leurs domaines transformés en zone d'habitat ou occupés par des usines, des industriels ou toutes autres personnes ayant marqué l'histoire de ce quartier.
Quartier de Queyries
- Rue Serr : du nom de Philippe Serr, ancien maire républicain de La Bastide, élu au lendemain de la révolution de 1848 jusqu'à la proclamation su Second Empire en 1852[28].
- Avenue Paul-Abadie : du nom de l'architecte qui construisit l'église Sainte-Marie de La Bastide. Cette église présente la spécificité d'avoir un plafond en bois et non en pierre. Ceci est dû au fait que La Bastide possède un sol marécageux, et c'est en raison de cette instabilité que le plafond de l'église est en bois.
- Rue Hortense : du nom du propriétaire d'une parcelle de terre.
- Rue Gustave-Carde : du nom de Gustave Carde (1839-1909) fondateur d'une importante affaire de menuiserie et de charpenterie ; ses deux fils, Paul et Georges, ingénieurs des Arts et Manufactures, orientèrent l'entreprise vers la fabrication de menuiserie métallique et de matériel roulant[28].

### Équipements scolaires et universitaires
- École maternelle et élémentaire Nuyens, conçue par Yves Ballot et Nathalie Franck[29]
- École élémentaire Montaud
- École maternelle Nuits
- École maternelle et élémentaire Thiers
- École maternelle et élémentaire La Benauge
- École maternelle et élémentaire Sanson
- Collège Léonard-Lenoir
- Collège Jacques-Ellul
- Lycée François-Mauriac
- Lycée Tregey
- Groupe scolaire Sainte-Marie de La Bastide : école maternelle et élémentaire, collège et lycée.
- École de design CREASUD[30] (BTS, établissement privé, réseau Écoles de Condé)
- Pôle universitaire des sciences de gestion de Bordeaux avec en particulier l'institut universitaire de technologie de Bordeaux qui propose en 2023 sur le site du quartier La Bastide, trois spécialités : « gestion des entreprises et des administrations (GEA), management de la logistique et des transports (MLT) et techniques de commercialisation (Tech de Co), et quatre licences professionnelles »[31].

#### Ouvrages
- André Donis (préf. Jean-Auguste Brutails), La Bastide à travers les siècles,, Bordeaux, impr. J. Bière, 1920, 528 p. (lire en ligne)
- André Desforges (dir.), L'Histoire des maires de Bordeaux : le grand journal de la commune, Bordeaux, Les Dossiers d'Aquitaine, 2008, 523 p. (ISBN 978-2-84622-171-9, OCLC 470749178, BNF 41420774, lire en ligne)
- Brigitte Lacombe et Francis Moro, La Bastide, Bordeaux, Saint-Cyr-sur-Loire, Alan Sutton (ISBN 2-84253-754-8, BNF 38856349). — tome I, 2002 , 127 p. ; tome II, 2005, 96 p.
- Pierre Dubos et Patrick Dauget, La Bastide : Quartier de lune, Bordeaux, 1993 (EAN 2000112885494)
- Silvia Marzagalli (dir.), Bordeaux et la marine de guerre : XVIIe-XXe siècles, Bordeaux, Presses universitaires de Bordeaux, 2002, 198 p. (ISBN 978-2-86781-298-9, BNF 38929725, lire en ligne)
- Louis Desgraves, Évocation du vieux Bordeaux, Paris, Éditions de Minuit, 1976, 448 p. (ISBN 2-7073-0126-4, BNF 34698239)
- Charles Higounet (dir.), Histoire de Bordeaux, Bordeaux, Fédération historique du Sud-Ouest (BNF 34327787) — 1962-1965, 8 volumes
- Pierre Barrère, « Les quartiers de l'agglomération bordelaise », Revue géographique des Pyrénées et du Sud-Ouest, Faubourgs industriels et banlieues, vol. 27, no 3,‎ 1956, p. 269-300 (lire en ligne, consulté le 23 septembre 2017).

#### Documentaires
- Ici Brazza, film documentaire d'Antoine Boutet, 2023, 1h26